# Futterdummy

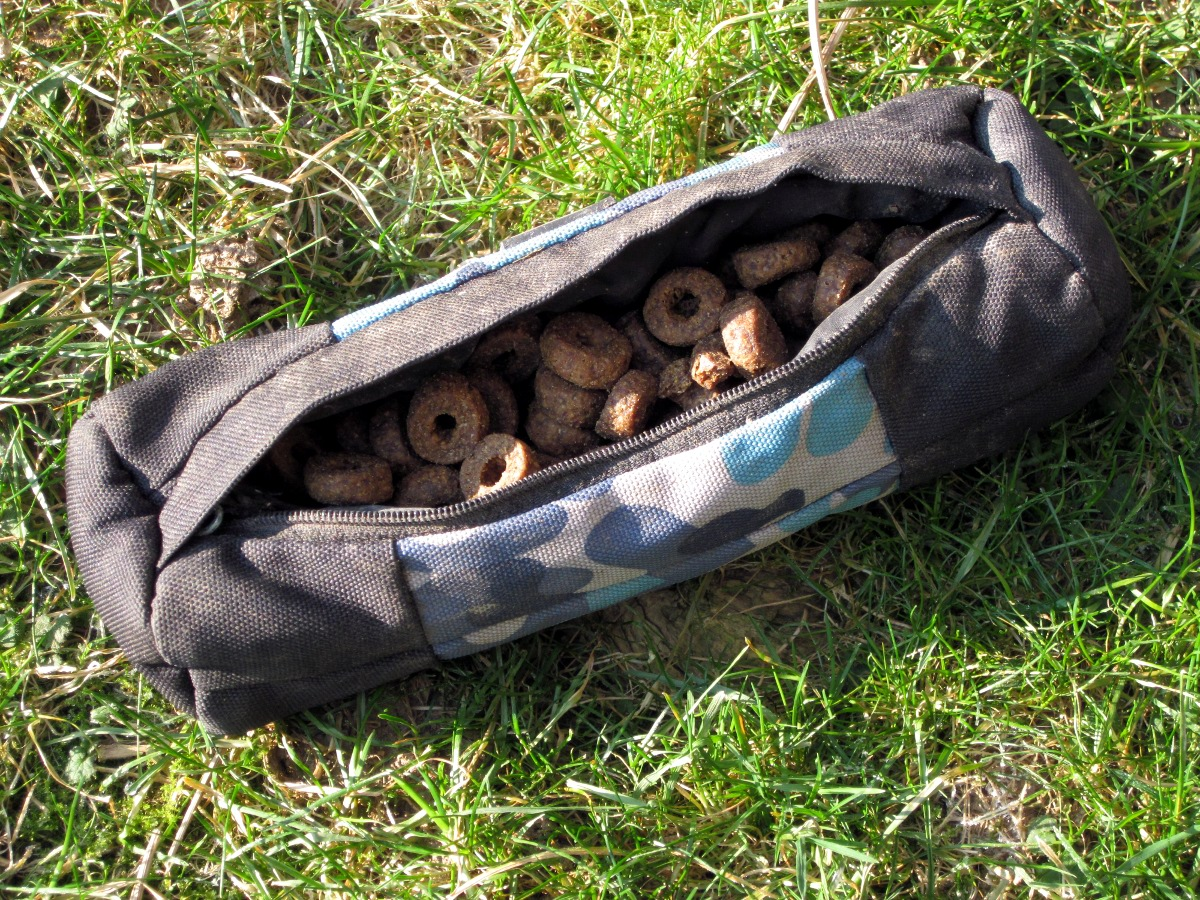
Geöffneter Futterdummy

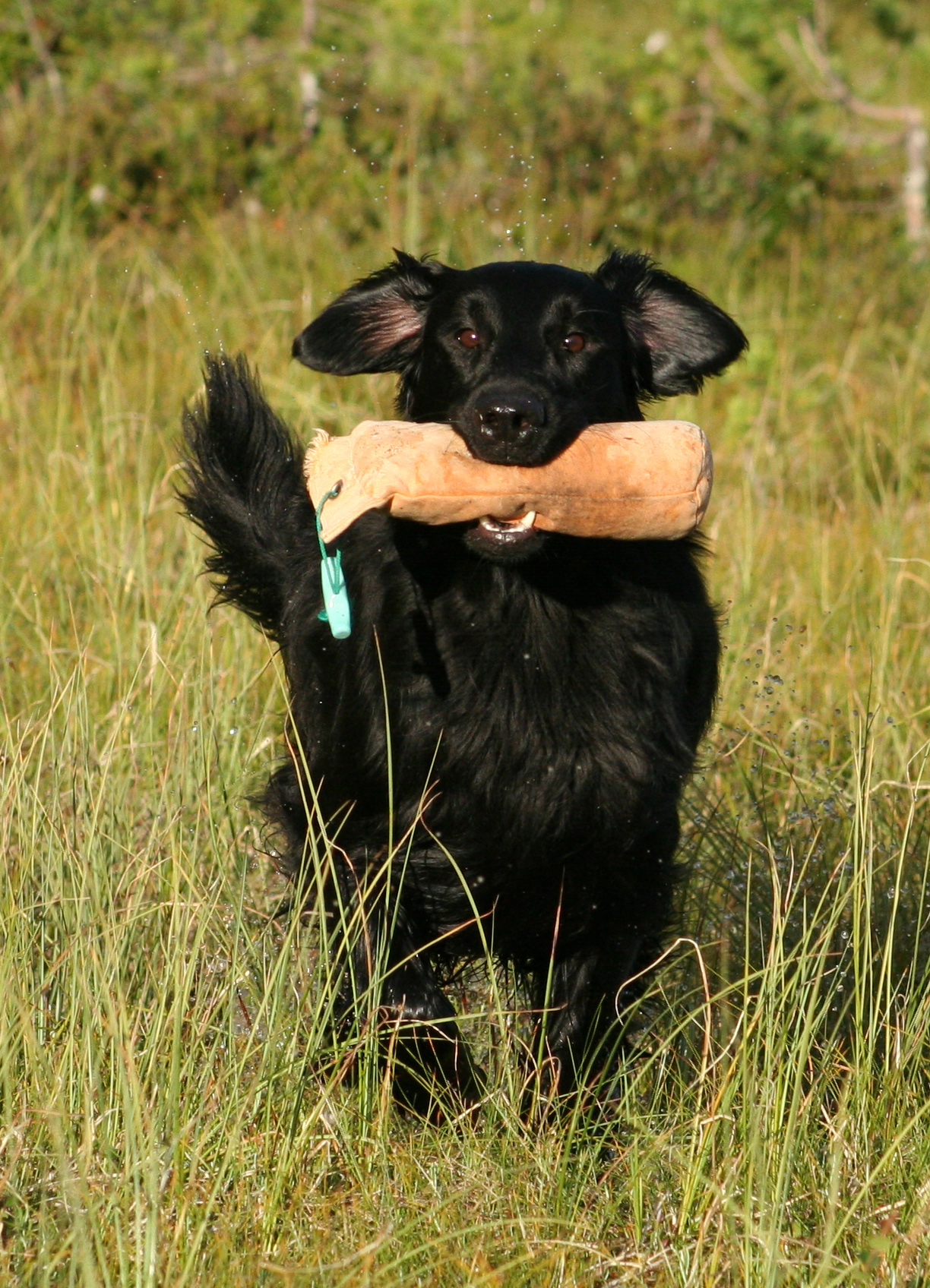
Flat Coated Retriever mit Dummy

Als Futterdummy wird eine spezielle Attrappe bei der Hundeausbildung bezeichnet, vor allem bei der Ausbildung von Jagdhunden und beim Dummytraining. Es handelt sich dabei um ein Säckchen aus robustem Stoff mit einem Reißverschluss und wird zum Gebrauch mit Hundefutter oder Hundesnacks gefüllt.
Der Futterdummy dient als Wildersatz. Durch den Futtergeruch und eventuell die Bewegung des Gegenstandes wird der Futterdummy durch den Hund als Beute aufgefasst. Er wird versteckt oder geworfen und soll vom Hund nach erfolgreicher „Jagd“ zum Hundeführer apportiert werden. Bringt der Hund den Dummy zum Hundeführer, so kann dieser den Reißverschluss öffnen und den Hund mit dem Futter belohnen. Auf diese Weise wird das Apportierverhalten des Hundes positiv verstärkt. Der Futterdummy sollte nur bis zur maximalen Tagesration befüllt werden, um eine Überfütterung und damit Übergewicht zu vermeiden. Der Hund lernt dadurch, dass es sich lohnt, seinem Hundeführer Beute anzutragen und abzugeben. Ziel ist es, dass der Hund anschließend Dummys ohne Futter bereitwillig apportiert. Ein Futterdummy kann auch in Verbindung mit einer Reizangel benutzt werden.